# 佐呂間別川
佐呂間別川（さろまべつがわ）は、北海道東部のオホーツク総合振興局管内を流れ、オホーツク海に注ぐ二級河川である。北海道の二級河川では最大であり、北海道最大の湖であるサロマ湖も水系に含まれる。流域の一部は網走国定公園に属する。

## 名称の由来
アイヌ語の「葭原・にある・川」を表す「サル・オマ・ペッ」に由来する。

## 流域の自治体
北海道
オホーツク総合振興局 - 北見市、常呂郡佐呂間町、紋別郡湧別町

## 主な支流
- オンネルベシベ川
- 武士川
- 仁倉川
- 床潭川
- 計呂地川
- 芭露川

## 自然
- サロマ湖（北海道最大の湖）
  - 「生物多様性の観点から重要度の高い湿地」（重要湿地）に選定されている。

## 利水
- 農業用水
- 水道用水
- 雑用水

## 産業
- 内水面漁業
  - ワカサギ、チカ、キュウリウオ等
- 海面漁業
  - カレイ、ニシン、コマイ等
  - ホタテガイ、カキ等の養殖

## 主な橋梁
- 幸橋 - 北海道道103号留辺蘂浜佐呂間線
- 錦橋 - 北海道道103号留辺蘂浜佐呂間線
- 敷島橋 - 国道333号、北海道道103号留辺蘂浜佐呂間線
- 啓生牧野橋
- 花月橋 - 北海道道685号計呂地若佐線
- 武士橋 - 北海道道103号留辺蘂浜佐呂間線
- 桜橋 - 北海道道103号留辺蘂浜佐呂間線
- 永代橋 - 北海道道103号留辺蘂浜佐呂間線
- 境橋 - 北海道道103号留辺蘂浜佐呂間線
- 時雨橋 - 北海道道103号留辺蘂浜佐呂間線
- 佐呂間大橋 - 国道238号、国道239号、国道242号